# Rynek Główny w Jaworznie
Rynek Główny – główny plac Jaworzna. Znajduje się w dzielnicy Śródmieście. Przed uzyskaniem praw miejskich w 1901 roku było to nawsie.

## Galeria

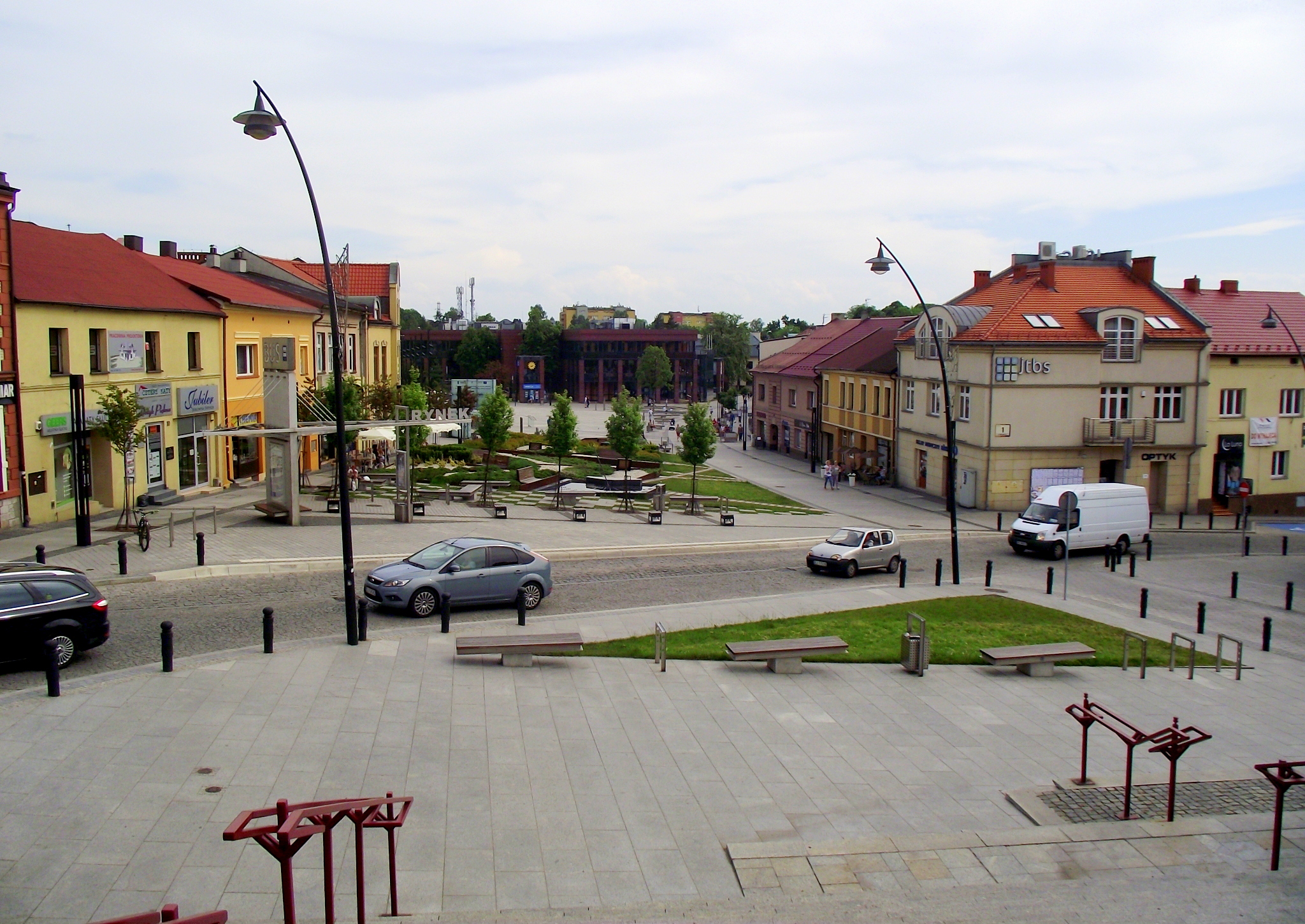
Widok w kierunku południowym
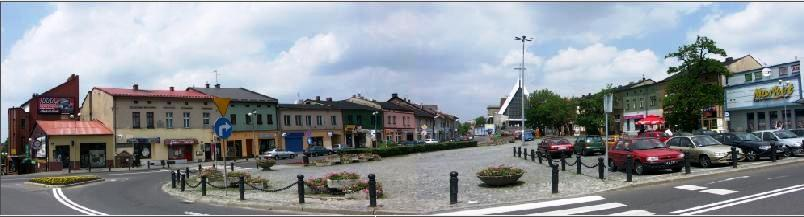
Panorama Rynku przed remontem
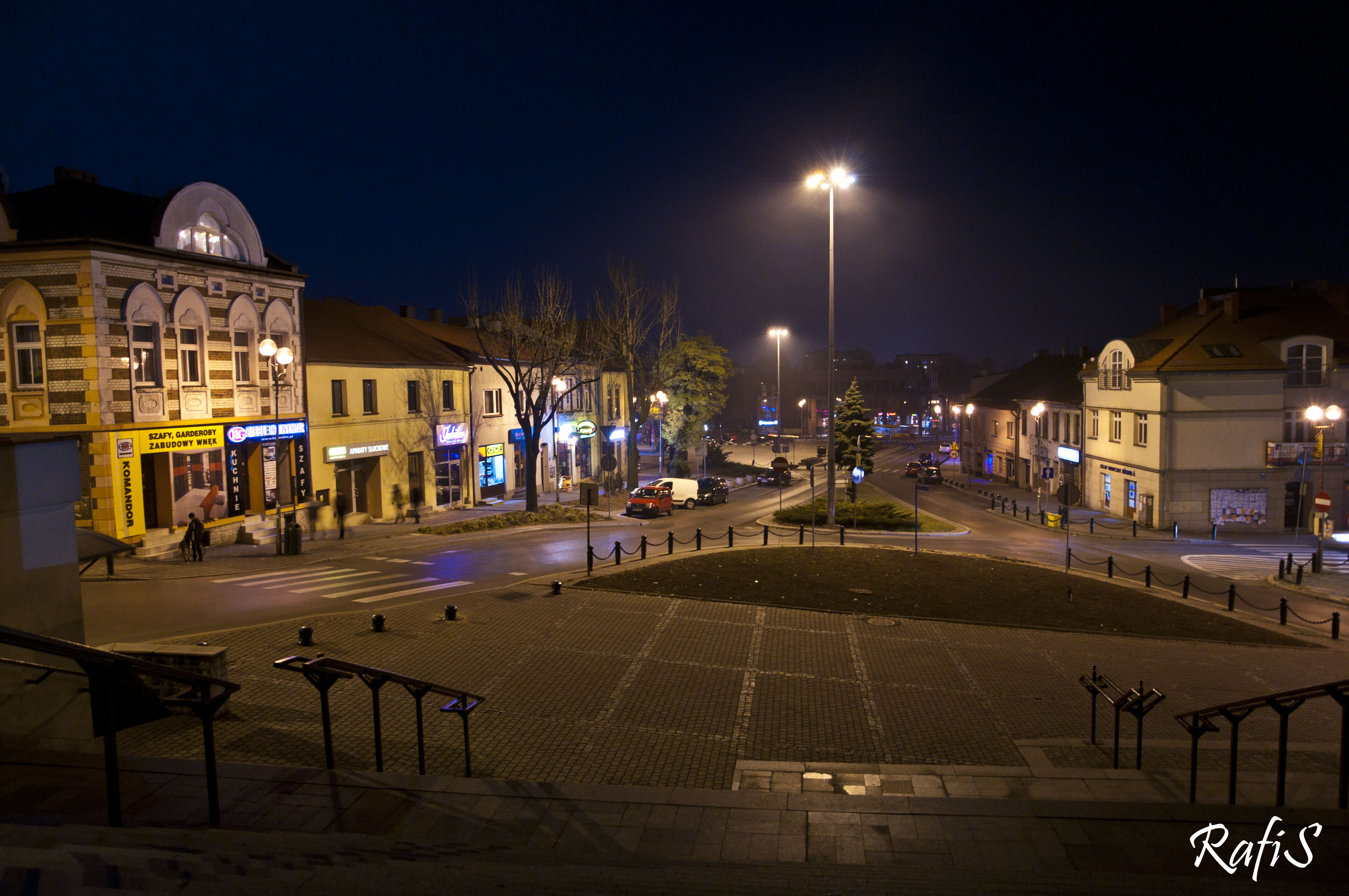
Rynek przed remontem
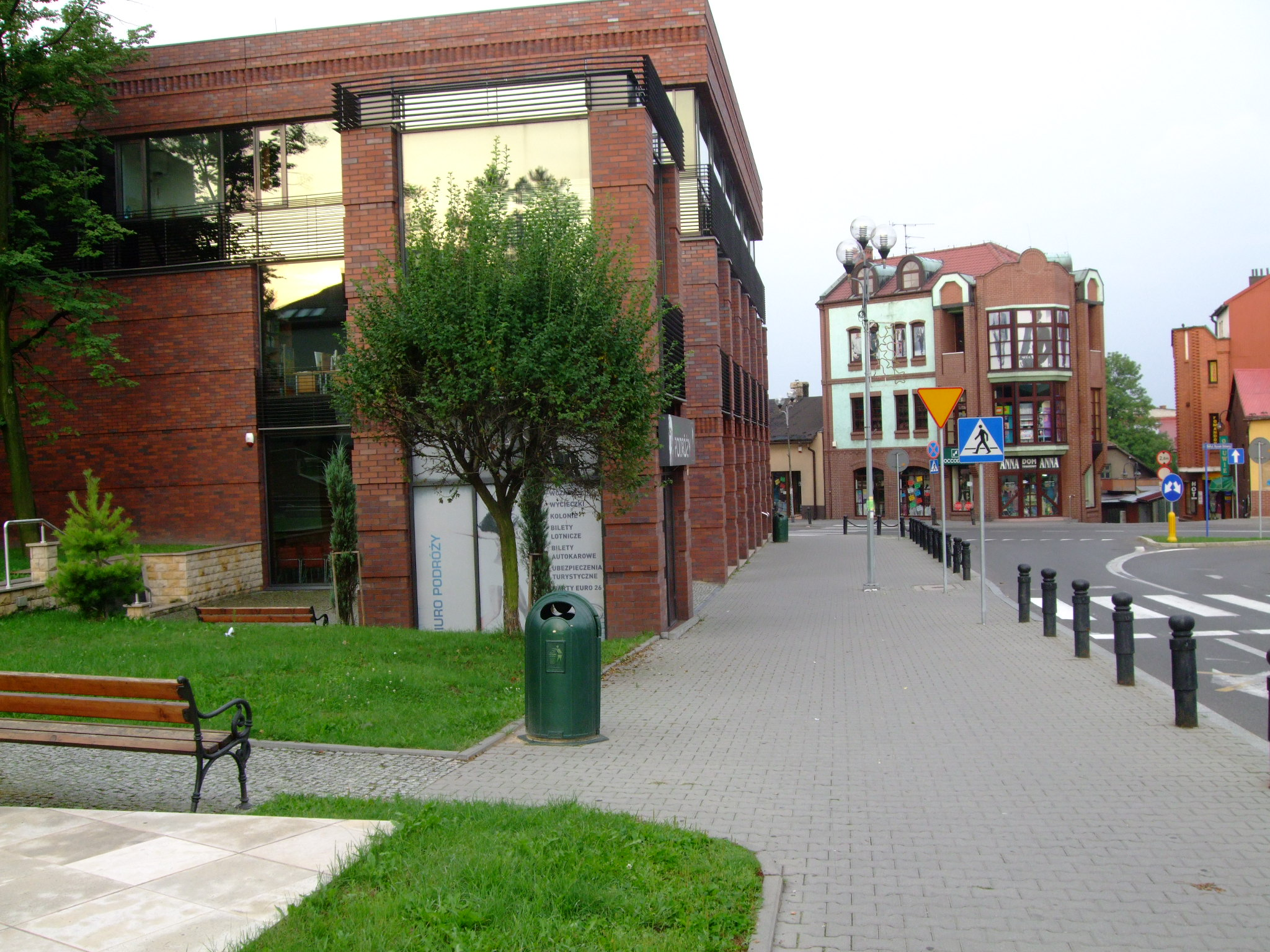
Biblioteka oraz fragment Rynku przed remontem.
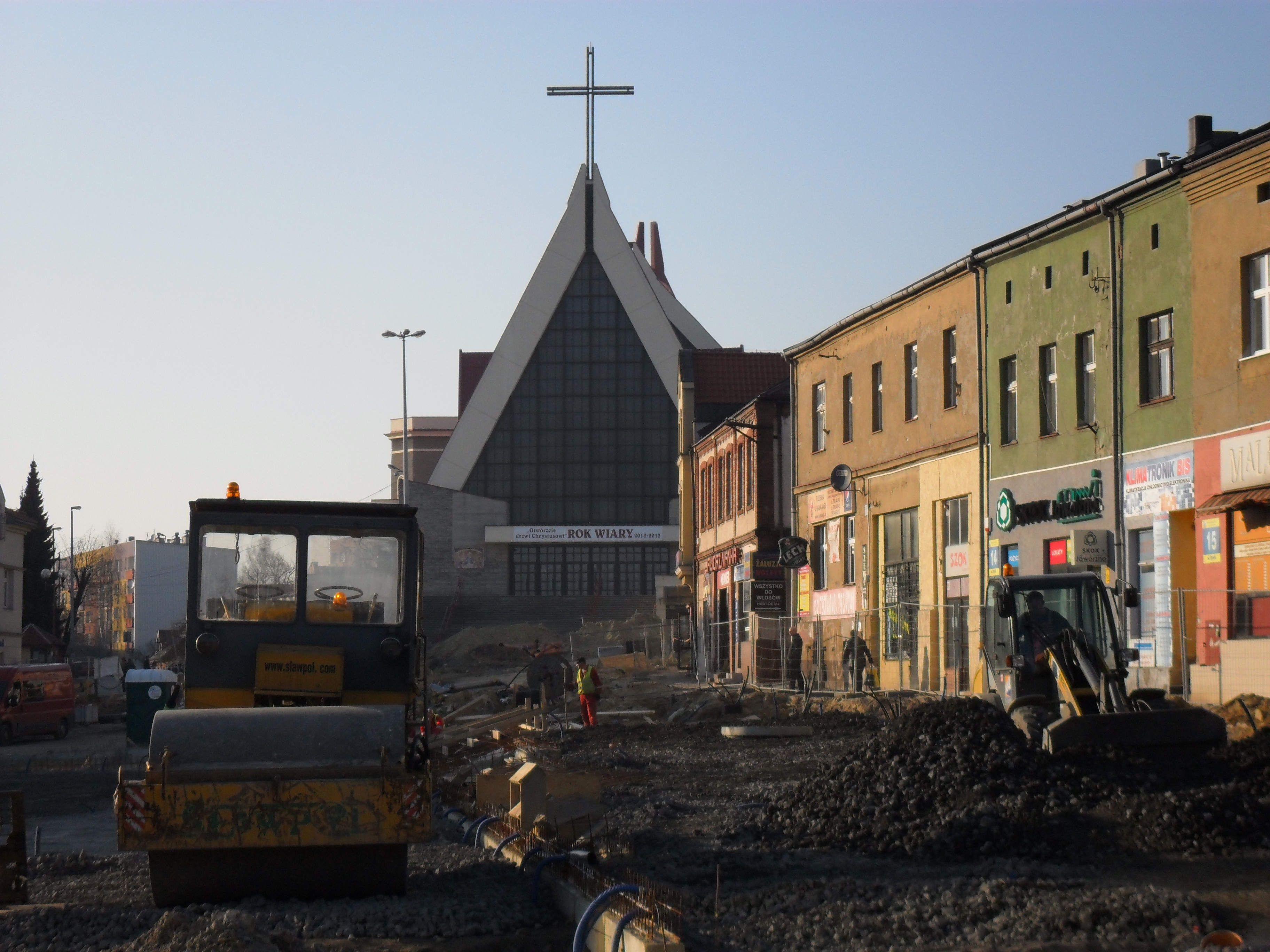
Rynek w Jaworznie - przebudowa w 2013 r.
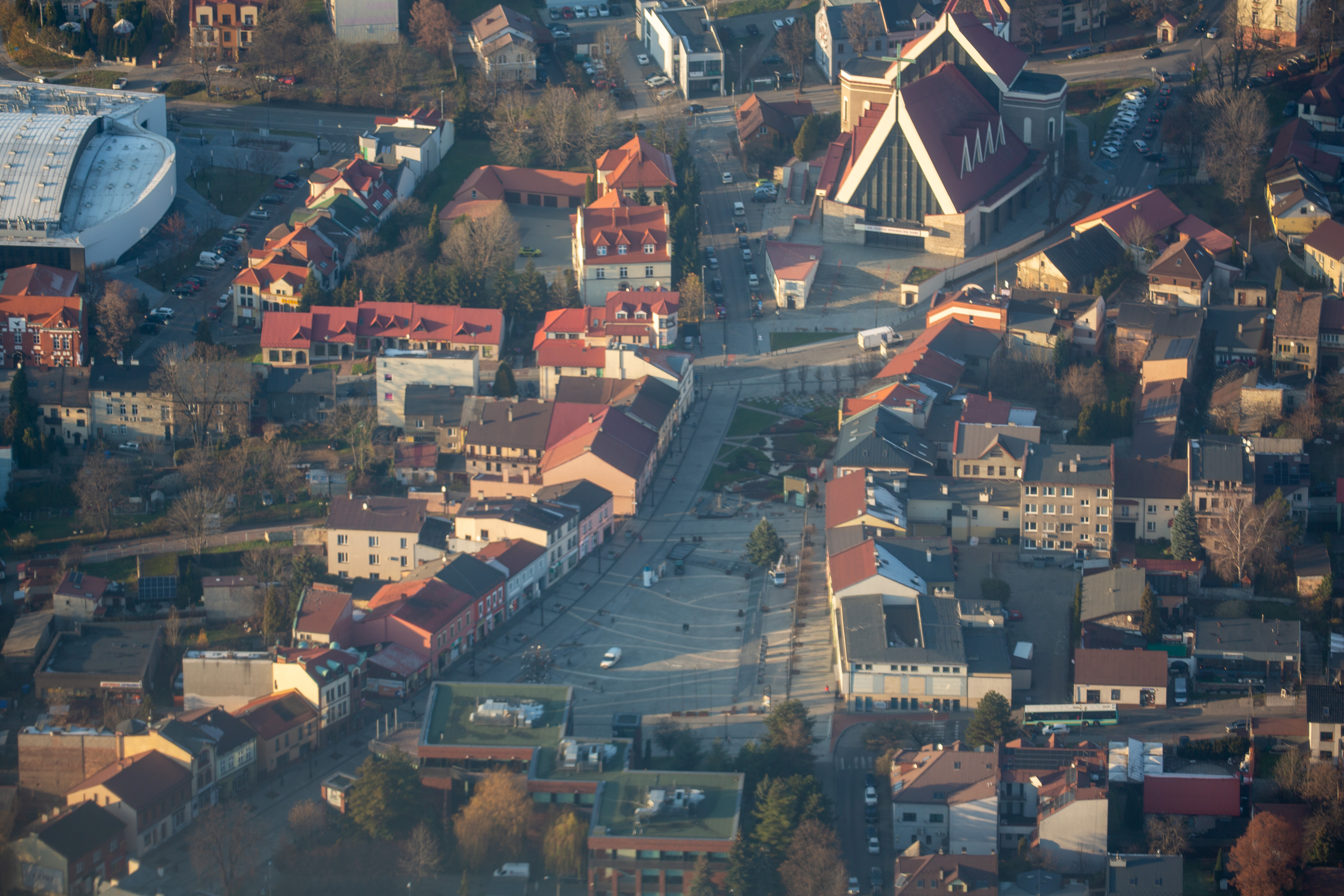
Rynek z lotu ptaka